# 1998-as magyar fedett pályás atlétikai bajnokság
Az 1998-as magyar fedett pályás atlétikai bajnokság a 25. bajnokság volt. A váltóversenyeket február 6-án, a gyaloglást február 7-én rendezték meg a Budapest Sportcsarnokban. A többpróba számait január 30–31-én tartották az Olimpiai Csarnokban.

## Eredmények

### Férfiak
| Versenyszám     | Arany                                                                 | Arany   | Ezüst                                                                 | Ezüst   | Bronz                                                                         | Bronz   |
| --------------- | --------------------------------------------------------------------- | ------- | --------------------------------------------------------------------- | ------- | ----------------------------------------------------------------------------- | ------- |
| 60 m            | Dobos Gábor Bp. Honvéd                                                | 6,68    | Dobos György Újpesti TE                                               | 6,74    | Németh Roland Soproni SI                                                      | 6,77    |
| 200 m           | Németh Roland Soproni SI                                              | 21,68   | Kilvinger Attila ADNOC-Favorit                                        | 21,69   | Tomy Kafri MAFC                                                               | 21,86   |
| 400 m           | Nyilasi Péter Újpesti TE                                              | 48,43   | Szél Tibor Békéscsabai AC                                             | 48,55   | Bella Attila Zalaegerszegi AC                                                 | 49,71   |
| 800 m           | Molnár Kristóf Bp. Honvéd                                             | 1:55,58 | Bencze Miklós Debreceni MTE                                           | 1:55,94 | Benkő Zsolt Újpesti TE                                                        | 1:56,77 |
| 1500 m          | Békési Ferenc Bp. Honvéd                                              | 3:50,8  | Benkő Zsolt Újpesti TE                                                | 3:51,6  | Oláh Roland Alba Regia AK                                                     | 3:58,7  |
| 3000 m          | Kliszek Tamás Újpesti TE                                              | 8:09,44 | Molnár Tibor BVSC                                                     | 8:19,01 | Stépán Zsolt Bp. Honvéd                                                       | 8:32,58 |
| 4 × 400 m       | Gyulai Miklós Kiss László Nagy Viktor Szőgyényi Gábor Nyíregyházi VSC | 3:18,90 | Both Vilmos Csarankó Tamás Bella Attila Somfay Dávid Zalaegerszegi AC | 3:19,08 | Koleszár Bence S. Juhász Attila Schulek Dávid Igaz Bálint TFSE                | 3:21,21 |
| 60 m gát        | Csillag Levente Újpesti TE                                            | 7,76    | Kovács Balázs (atléta) VEDAC                                          | 7,91    | Munkácsi Sándor Újpesti TE                                                    | 8,14    |
| 35 km gyaloglás | Urbanik Sándor Békéscsabai AC                                         | 2:32:56 | Czukor Zoltán Pécsi VSK                                               | 2:41,09 | Lengyel Gábor Szegedi VSE                                                     | 2:55,50 |
| magasugrás      | Vass Zoltán TFSE                                                      | 214 cm  | Akácz Zoltán Tiszaújváros                                             | 210 cm  | Kovács Tivadar Szolnoki MÁV                                                   | 210 cm  |
| rúdugrás        | Szabó Dezső Újpesti TE                                                | 530 cm  | László Ferenc Bp. Honvéd                                              | 530 cm  | Munkácsi Sándor Újpesti TEMilassin Ákos ELTE TKKürtösi Zsolt Kaposvári Építők | 460 cm  |
| távolugrás      | Uzsoki János Újpesti TE                                               | 743 cm  | Babicz Pál Tatabányai SC                                              | 730 cm  | Benkő Tamás Alba Regia AK                                                     | 701 cm  |
| hármasugrás     | Czingler Zsolt Újpesti TE                                             | 16,58 m | Szabó Ambrus TFSE                                                     | 15,91 m | Margl Tamás TFSE                                                              | 15,29 m |
| súlylökés       | Biber Zsolt Szolnoki MÁV                                              | 18,07 m | Pintér Attila Ikarus BSE                                              | 17,91 m | Kiss Szilárd Dobó SE                                                          | 16,25 m |
| hétpróba        | Szabó Dezső Újpesti TE                                                | 6179    | Kürtösi Zsolt Kaposvári Építők                                        | 5812    | Munkácsi Sándor Újpesti TE5758                                                |         |

### Nők
| Versenyszám     | Arany                                                                    | Arany   | Ezüst                                                                    | Ezüst   | Bronz                                                           | Bronz    |
| --------------- | ------------------------------------------------------------------------ | ------- | ------------------------------------------------------------------------ | ------- | --------------------------------------------------------------- | -------- |
| 60 m            | Lőrincz Krisztina Bp. Honvéd                                             | 7,53    | Bálint Zita Csepel SC                                                    | 7,58    | Oláh Judit Szolnoki MÁV                                         | 7,61     |
| 200 m           | Petráhn Barbara Győri Dózsa                                              | 24,80   | Balazsic Renáta Zalaegerszegi AC                                         | 24,87   | Lőrincz Krisztina Bp. Honvéd                                    | 25,05    |
| 400 m           | Petráhn Barbara Győri Dózsa                                              | 54,89   | Varga Judit Haladás VSE                                                  | 56,02   | Kun Alice Békéscsabai AC                                        | 56,17    |
| 800 m           | Varga Judit Haladás VSE                                                  | 2:05,56 | Erdős Zsuzsanna VEDAC                                                    | 2:12,09 | Perlaki Mónika Spartacus                                        | 2:15,10  |
| 1500 m          | Tusai Brigitta Bp. Honvéd                                                | 4:17,63 | Barta Viktória Kaposvári Építők                                          | 4:32,54 | Tóth Mónika Kaposvári Építők                                    | 4:37,18  |
| 3000 m          | Javos Anikó Újpesti TE                                                   | 9:20,73 | Tóth Mónika Kaposvári Építők                                             | 9:46,32 | Kovács Ida VEDAC                                                | 10:01,38 |
| 4 × 400 m       | Gróf Andrea Kulcsár Eszter Ray Szilvia Balazsicz Renáta Zalaegerszegi AC | 3:50,19 | Kosir Ágnes Lőrincz Krisztina Terestyényi Tünde Steinmetz Éva Bp. Honvéd | 3:56,87 | Erdélyi Vera Erdélyi Eszter Kis Gyöngyi Pék Andrea Gödöllői EAC | 4:00,25  |
| 60 m gát        | Bálint Zita Csepel                                                       | 8,43    | Ray Szilvia Zalaegerszegi AC                                             | 8,65    | Vári Edit MSI                                                   | 8,71     |
| 20 km gyaloglás | Rosza Mária Békéscsabai AC                                               | 1:33:26 | Pesti Mónika Szegedi VSE                                                 | 1:35:22 | Ilyés Ildikó Alba Regia AK                                      | 1:36:45  |
| magasugrás      | Fazekas Erzsébet Mátyásföldi LTC                                         | 185 cm  | Hegyi Judit VEDAC                                                        | 178 cm  | Bódi Bernadett Mátyásföldi LTC                                  | 178 cm   |
| rúdugrás        | Szabó Zsuzsanna BEAC                                                     | 430 cm  | Bolla Edit Csepel SC                                                     | 400 cm  | Miklós Mónika Újpesti TE                                        | 360 cm   |
| távolugrás      | Ajkler Zita SKDASE                                                       | 610 cm  | Kiss Enikő Pécsi AC                                                      | 596 cm  | Bolla Edit Csepel SC                                            | 584 cm   |
| hármasugrás     | Bálint Zita Csepel                                                       | 13,37 m | Szála Anett Soproni SI                                                   | 13,05 m | Héda Nikolett TFSE                                              | 12,98 m  |
| súlylökés       | Dívós Katalin Dobó SE                                                    | 15,31 m | Kürti Éva Nyíregyházi VSC                                                | 15,07 m | Benke Judit ADNOC Gavorit                                       | 13,69 m  |
| ötpróba         | Kiss Enikő Pécsi AC                                                      | 3716    | Ajkler Zita SKDASE                                                       | 3478    | Soós Eszter Haladás VSE                                         | 3315     |